# Vougy (Loara)

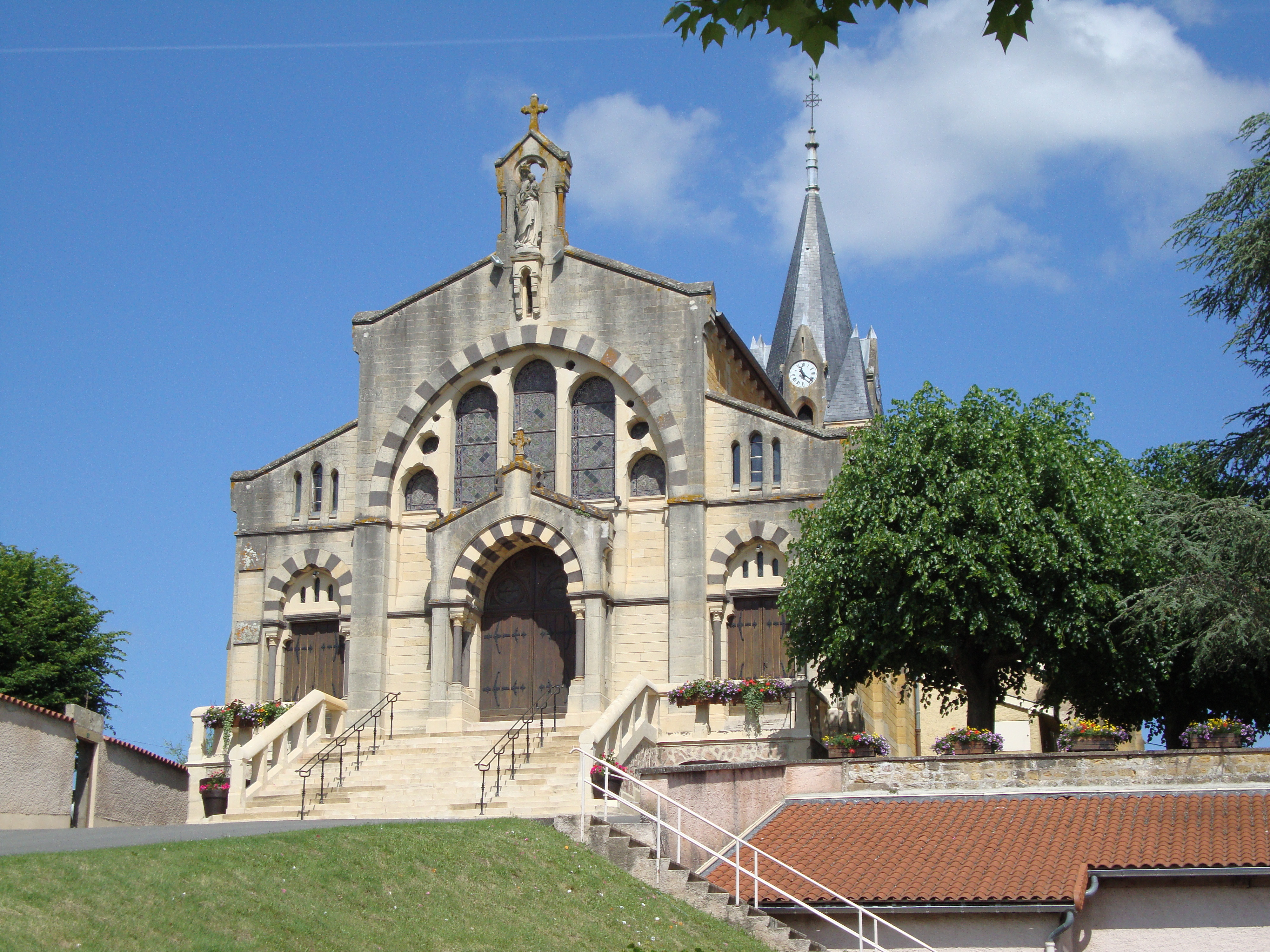
Kościół w Vougy, 2010

Vougy – miejscowość i gmina we Francji, w regionie Owernia-Rodan-Alpy, w departamencie Loara.
Według danych na rok 1990 gminę zamieszkiwały 1604 osoby, a gęstość zaludnienia wynosiła 77 osób/km² (wśród 2880 gmin regionu Rodan-Alpy Vougy plasuje się na 535. miejscu pod względem liczby ludności, natomiast pod względem powierzchni na miejscu 470.).